# Ellisburg
Ellisburg és una població dels Estats Units a l'estat de Nova York. Segons el cens del 2000 tenia 269 habitants.

## Demografia
Segons el cens del 2000, Ellisburg tenia 269 habitants, 91 habitatges, i 69 famílies. La densitat de població era de 102,8 habitants/km².
Dels 91 habitatges en un 45,1% hi vivien nens de menys de 18 anys, en un 57,1% hi vivien parelles casades, en un 15,4% dones solteres, i en un 23,1% no eren unitats familiars. En el 17,6% dels habitatges hi vivien persones soles l'11% de les quals corresponia a persones de 65 anys o més que vivien soles. El nombre mitjà de persones vivint en cada habitatge era de 2,96 i el nombre mitjà de persones que vivien en cada família era de 3,34.
Per edats la població es repartia de la següent manera: un 30,9% tenia menys de 18 anys, un 11,9% entre 18 i 24, un 28,3% entre 25 i 44, un 19% de 45 a 60 i un 10% 65 anys o més.
L'edat mediana era de 35 anys. Per cada 100 dones de 18 o més anys hi havia 97,9 homes.
La renda mediana per habitatge era de 39.750 $ i la renda mediana per família de 45.313 $. Els homes tenien una renda mediana de 31.875 $ mentre que les dones 20.000 $. La renda per capita de la població era de 14.569 $. Entorn del 18,8% de les famílies i el 21,6% de la població estaven per davall del llindar de pobresa.